# Pover'ammore (film)
Pover'ammore è un film italiano del 1982, co-diretto da Vincenzo Salviani e Fernando Di Leo.

## Trama
Carmelo e Maria, una coppia di coniugi hanno una bambina di nome Angelina. Maria vorrebbe anche un maschietto, ma un'altra gravidanza metterebbe a rischio anche la vita della donna. Carmelo, intanto, si innamora di una spogliarellista Lisa che è anche compagna di un boss. Così Carmelo lascia Maria che intanto è rimasta incinta, per stare con Lisa, ma scopre che quest'ultima lo sta ingannando insieme al suo compagno boss per scaricare un carico di droga. Così l'uomo pieno di rimorsi, lascia Lisa e torna con la moglie Maria che muore di parto, lasciando Carmelo solo con Angelina.